# マイケル・シェンカー
マイケル・シェンカー（ミヒャエル・シェンカー、Michael Schenker、1955年1月10日 - ）は、ドイツ出身のハードロックのギタリスト。かつて、白と黒の2色で塗り分けられたギブソンのギター「フライングV」を使用していたことで有名。日本ではアルバムの邦題から「神」とも称される。※邦題「神 (帰ってきたフライング・アロウ)」（1980） 
実兄はスコーピオンズのリーダーであるルドルフ・シェンカー、実妹はヴィーヴァのキーボーティストであるバーバラ・シェンカー。

## 来歴

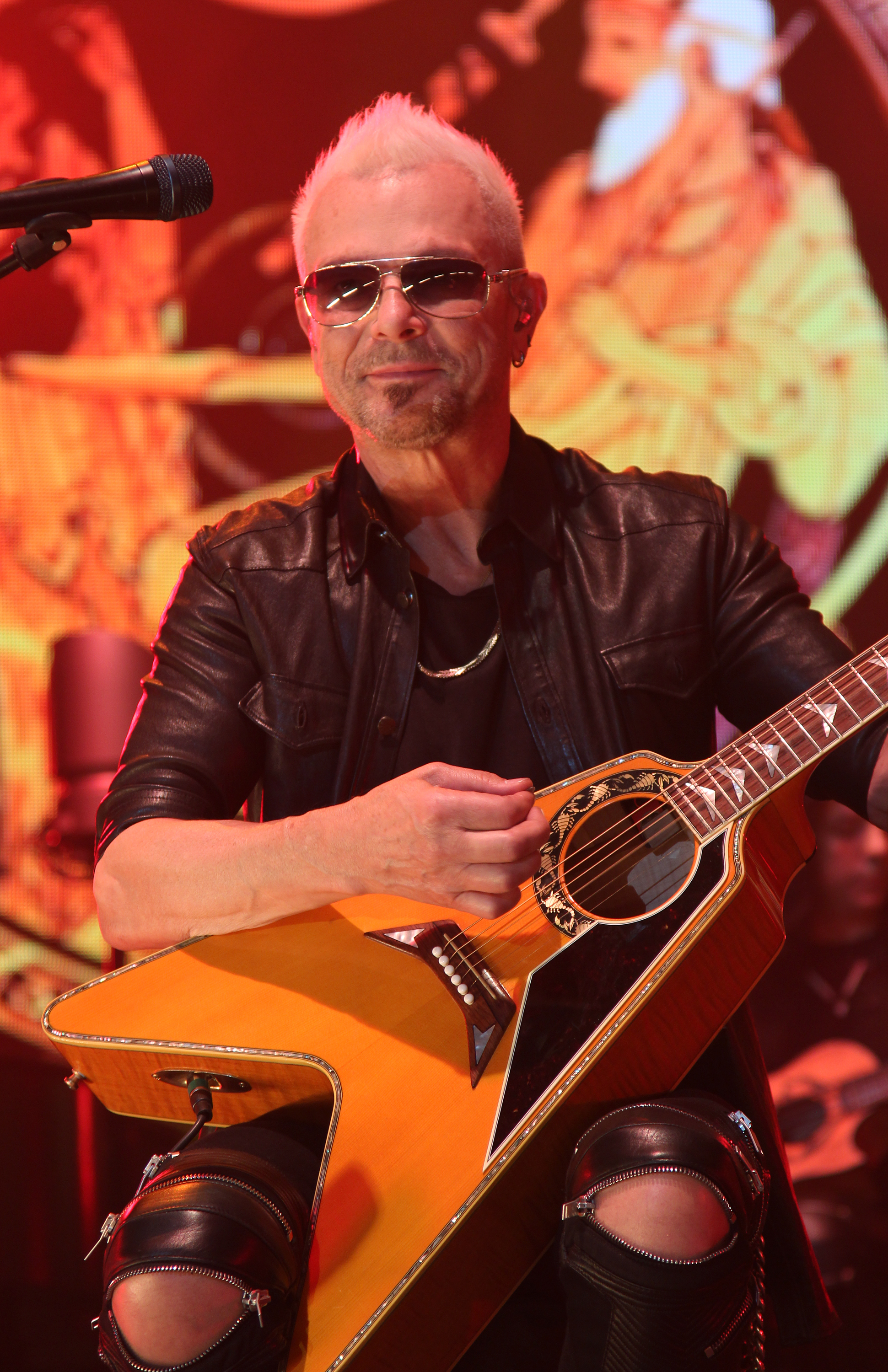
兄ルドルフ・シェンカー（G） 2014年

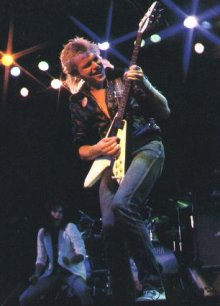
初期MSG時代 （1983年）

兄であるルドルフ・シェンカーの影響で幼少期よりギターを始める。アマチュアバンド「コペルニクス」を結成し11歳で初ステージを踏み、17歳で「スコーピオンズ」のデビューアルバム『恐怖の蠍団』にリード・ギターとして参加した。
1973年6月、リードギターを探していた「UFO」からオファーを受け加入。これは、前年に「スコーピオンズ」が「UFO」のドイツ・ツアーの前座を務めた際、ギタリストのラリー・ウォリスが突如失踪し、急遽マイケルを借りたという出来事がきっかけであった。
UFOには1978年まで在籍し6枚のアルバムに参加。UFOの世界的な成功に貢献する一方、メンバーとのコミュニケーションやアルコールの問題を抱えていた。
UFO脱退後、短期間ながら古巣のスコーピオンズへ復帰した後、1979年に自らのバンド「マイケル・シェンカー・グループ （通称:MSG）」を結成。デビューから1984年までに4枚のスタジオ・アルバムと2枚のライヴ・アルバムを発表。ロック・ギターの名手として一時代を築き、日本武道館でコンサートも行われた。
ヴォーカルのロビン・マッコーリー加入にともない、1986年から1993年にかけては「マッコーリー・シェンカー・グループ」名義で活動。3枚のスタジオ・アルバムをリリースした。合間の1991年にはラットのサポートメンバーを務めた。
1993年、「UFO」の再結成に参加。新アルバムのレコーディングやライブ活動で1995年まで在籍した。1997年に再加入しツアーを行うも、1998年の日本公演の途中で演奏を放棄し無断帰国。そのままバンドはツアーを中止し解散。しかし2年後の2000年に復帰。3年後の2003年に4度目の脱退。
1996年、「マイケル・シェンカー・グループ」を再始動させる。近年は並行して自身のソロ・プロジェクトも行っている。
2006年には、ヴァッケンの野外コンサートで、息子で「Faster Inferno」のギタリストのタイソン・シェンカーと競演した。日本公演を行うも再び途中で演奏を放棄し中止になる。
2011年、ソロアルバム「テンプル・オブ・ロック」を発表。これ以降はこのアルバムから発展した「マイケル・シェンカーズ・テンプル・オブ・ロック」として活動を始め、精力的にワールドツアーを行う。
2016年、MSGの歴代メンバーが集うプロジェクト「マイケル・シェンカー・フェスト」の活動を開始。同年8月に来日公演を行った。

## 音楽性
奏法そのものはペンタトニック・スケール主体の極めてオーソドックスなロック奏法（セオリー通りの奏法）の積み重ねである。彼の使用ギター、フライングVにはトレモロ･ユニットが搭載されていないが、ネック・ベンディングによりアーミングに似た効果を出すこともある。
ネック・ベンディングを行う際、ヘッド裏を左手で押して音程を下げるのだが、あまりに強く押すのでネックが折れることがあり、リペアーマン泣かせであった。

## 機材

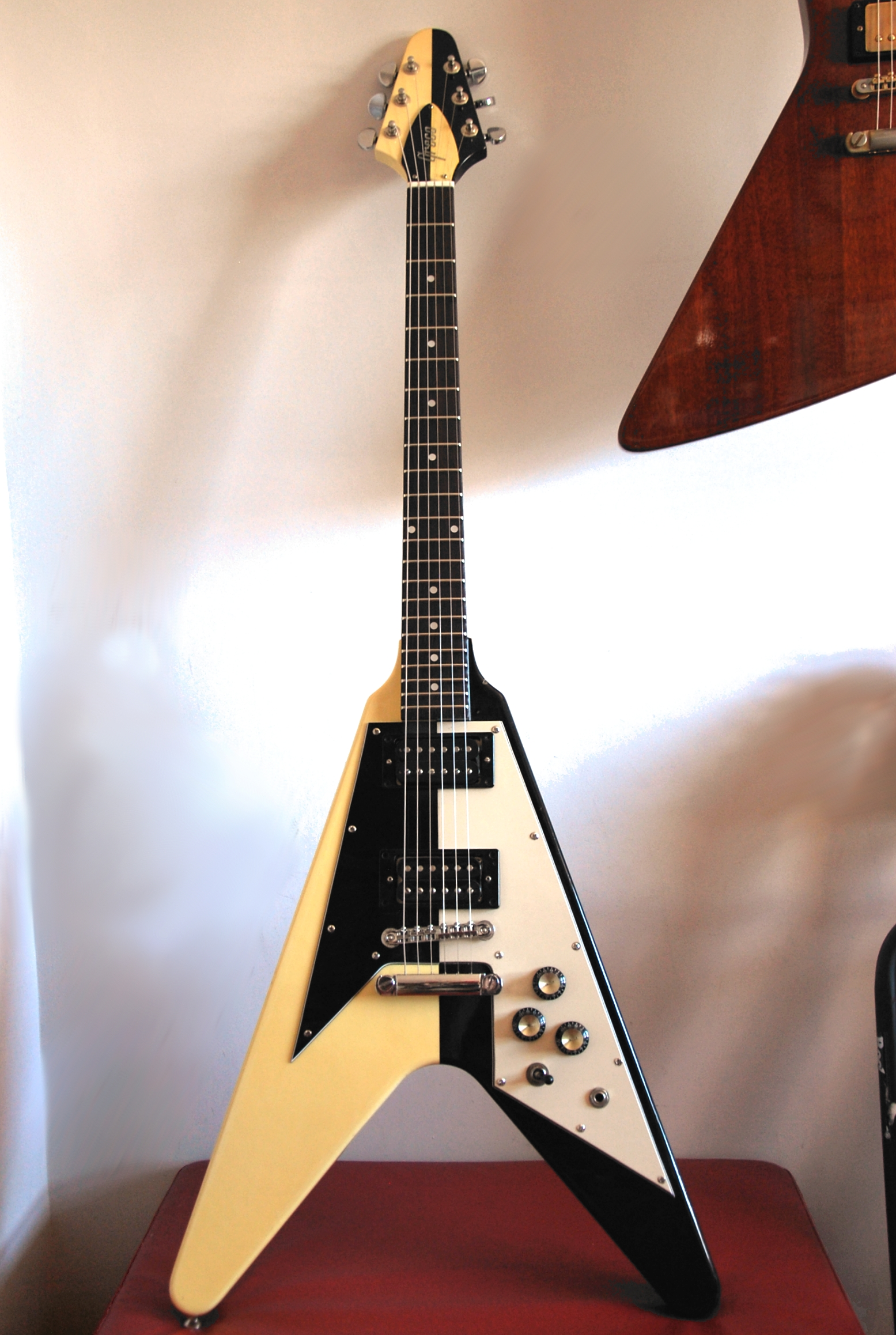
グレコ製・フライングV - MSV650

かつて、白と黒にリフィニッシュしたギブソン・フライングVを長年使用した事で知られるが、近年はエンドースメントを結んでいたディーン製の様々なシグネイチャーモデルVシェイプ･ギターを使用していた(現在エンドースメントを解消したため使用していない。)。1980年代にはアリア・プロⅡがマイケルのために用意したVシェイプ･ギターをサブとして使用したり、1990年にはウォーレン・デ・マルティーニ（RATT）の勧めでLAのPerformance Guitar社に製作依頼することになった白黒Vの発展バージョン（セットネック構造ではなくスルーネック構造が指定された）を使用した時期もある（このギターは後に盗難）。
このカラー・コーディネートに至ったきっかけは、白と黒のVを交互に演奏していて、ある時「1本のVをいっそのこと白と黒に塗ってしまおう」と思いついたからとのこと。
アンプは、MSG初期までマーシャルの1987を愛用。80年代後半からは一貫して、同じくマーシャルのJCM800 2205を愛用。1990年頃から当時のマーシャル社渾身の新製品であったJCM900の50W仕様のヘッド製品第一号機を発売前の半年以上前から世界の誰よりも早く貸与され使用を始め、アルバム「M.S.G.」を制作。当時HM/HR界隈で流行していた著名アンプ職人による希少な改造マーシャルによるレコーディングではなく、一般に流通する製品版のまま（しかも1台の個体で）アルバム丸ごと1枚を作ったことでJCM900のプロモーションに大いに貢献することになる。
エフェクトは、Jim Dunlop製DB01 Dimebag Signatureワウペダル、BOSS製のFV-500Lボリュームペダル、同社のDD-6、DD-3デジタルディレイ、CE-5、CH-1コーラス、TU-2チューナーを使用し、センド/リターン等は使わず、全てギターからアンプまで直列で接続して使用（2012年来日時）。
ディレイとコーラスが2個ずつセットされているのは、効き目を強くしたい時は2個同時ON、効き目を弱くしたい時は1個OFFという風な使い方をするため。
弦はD'ANGELICOのEXTRA LIGHTを長年愛用していたが、近年はダダリオ製の009-042を使用。
半音下げ時は同じくダダリオの010-046を使用。
ピックはJIM DUNLOPのNYLON STANDARDを使用。時期によって厚みが異なるが近年は0.60mmを4枚ポケットに入れ、ランダム使用している。
2024年からギブソン・フライングVの使用を再開している。

## 逸話
- 1992年にはMSGでの来日公演が予定されていたが、マネジメントが勝手に契約しチケットを売り出したものの、当のマイケル本人に伝わっておらず、マイケルが激怒。来日直前になって来日中止になった。
- 時にはライヴの途中でギターを放り投げて演奏を放棄してしまうこともあり、日本で2度の演奏放棄を犯している。1998年4月のUFOとしての中野サンプラザでの公演と、2006年11月の中野サンプラザ公演である。2006年のMSGとしての東京公演では、酷い二日酔いのほとんど演奏が不可能な状態でステージに登場し、2曲が終わったところ（正確には3曲目の途中）でステージから降りてしまうという事件が発生した（翌年2月に振り替え公演）[4]。1998年のUFOでの演奏放棄はメンバーやスタッフへの不満が爆発した形であり、後にマイケル本人が謝罪しているが、そのまま脱退に至った。
- 1992年のアルバム「M.S.G.」製作後、当時の社会問題に対するアクションとして突如ハンガーストライキを敢行。雑誌ケラングにその理由と情熱を語り他のミュージシャンに賛同の呼びかけを行うも、誰も賛同者が現れず。10日ほどの実施で健康不良を心配した周囲の努力があってストライキ中止となったことがある。後に該当アルバムリリースのためのプロモーションの際には本人自らこの行為についてのインタビューを受ける際は笑い話として返答。
- 人生で最初のギターは14歳の時、学校の「木材を使って何かを作る」という課題で、三角形のボディーのギターを作ったのが最初。曰く「Vシェイプじゃなかったけど、君が想像している物に近いよ」とのこと。
- キャリア最初期の頃はギブソンのレスポールを愛用し、兄のルドルフがフライングVを愛用していた。
- スコーピオンズ在籍時の10代の頃、とあるライヴで、ギターソロ直前のパートで弦が切れてしまい、急遽、兄のルドルフがマイケルに弾いていたフライングVを渡し、ギタープレイを続行させた。これがマイケルとフライングVの最初の出会いだったといわれている。
- アンプはスコーピオンズ初期の頃からマーシャルの50Wを愛用しており、上記のライヴで初めてマーシャル50WとフライングVのコンビネーションで音を出し、その音が自分の理想に限りなく近かったことから、そのままフライングVを借りたまま、しばらく愛用することとなった。
- UFOを脱退した後、ギター本体以外の愛用していたアンプや機材をUFOの倉庫に置いたままの状態だったため、引取りに行ったところ、当初バンド側（UFO）の所有物であると主張され返却してもらえなかった。そのためM.S.G初期のアンプを始めとする機材はUFO脱退後に新たに買い揃えた物であった。
- 最初に手に入れた「自分のフライングV」は、UFO加入後に購入した71年製のメダリオンで、UFO在籍時晩年にトレードマークである白黒ツートンにリフィニッシュされ、この時にメダルは取り外されている。80年代後期のM.S.Gまでメインギターとして使用された。なお、このギターは90年頃にロンドンのヒースロー空港で置き忘れ、そのまま紛失してしまっている。
- 最初のフライングVについては、兄ルドルフから借りた物を買い取った、返却して自分で買い直した、返却はしたがネックをリシェイプしたり改造されていて元の状態とは音が変わってしまっていた、等々諸説あるが、スコーピオンズ脱退時に返却し、自分で別のメダリオンを購入したというのが真実だと、近年本人の口から語られている。なお、貸したルドルフ本人はこの件に関しては記憶が曖昧で、どれが真相なのか既に覚えていない様子であった。
- 当時、白と黒のフライングVが、マイケル・シェンカー・モデルとしてフェルナンデス、グレコ、トーカイ、アリアプロⅡから発売されていた。
- 2003年に離婚に端を発する詐欺事件に巻き込まれ、生活費や活動資金を工面するためにそれまで愛用してきたギブソン製のフライングVを全てオークションで売却してしまった。
- この時期、上記の問題に加え、ツアーのプロモーター側に問題があり予定通りツアーが行えなくなるなどビジネス面も含め、かなり周囲に様々な問題を抱えてしまったマイケルは、精神的に参ってしまいアルコールに溺れ、リハビリ施設での治療に半年を要した。
- 上記の通り全てのギターを手放してしまったマイケルに手を差し伸べたのがDEAN GUITARSで、ギタリスト、ミュージシャンとして40年を越えるキャリアがあるにもかかわらず、2004年にDEAN GUITARSとエンドース契約を結ぶまで、どこのギターメーカーとも契約したことがなく、伝説とまでいわれているギブソンの白黒フライングVですら、メーカーから提供されたのではなく自腹で購入したギターであった。
- 偶然ギター雑誌でどことも契約したことがないとマイケルが発言している記事を目にしたDEAN GUITARSの社員が同社の社長に進言し、メールでマイケルにコンタクトを取ったことからエンドース契約を結ぶこととなった。なお、マイケルのシグネチュアモデル1号機は最初の1本目のプロトタイプを製作したのみでマイケルからOKが出たという。
- 当初、DEAN GUITARS特有の大きなヘッド形状も含めマイケルからギターのスペックに関していくつか質問を受けたそうだが、それら1つ1つの質問に対しDEAN GUITARS側が丁寧に理論的に理由を説明したところ全てに納得し、ヘッド形状も含む基本スペックはDEAN GUITARSの基本デザインを踏襲することになった。
- マイケル本人はVシェイプで、ネックを握った時の感触や弾いた時のフィーリングが良ければ大体OK！という、それほどギターの仕様に関して細かく繊細な方ではないようで、上記の通りシグネチュアモデルもギター本体はプロトタイプの1本目でOKが出されたが、ピックアップの仕様を決める段階になるとかなり細かく微調整を求められ、何度も仕様を見直したりコイルを巻き直すなど試行錯誤を繰り返すこととなった、ほんの僅かなトーンや音の変化に敏感に反応するマイケルの耳の良さにたいそう驚いたそう。なおこのピックアップはDEAN GUITARSからピックアップ単体でマイケルのシグネチュアモデルとして発売されている。
- 2024年現在、DEAN GUITARSとのエンドースメントを解消し、約20年ぶりに再びギブソン製フライングVを使用している。再びギブソン製フライングVを使用する事となった1番の理由として、UFOに加入し最初のアルバム「PHENOMENON」の発売から50周年を記念した「MY YEARS WITH UFO」を制作するにあたり、UFO在籍時に使用していたギブソン製のギターを使ってプレイするのがベストではないか？という思いがあったという、他にもDEAN GUITARSのCEOを務め、マイケルのバンドでベースもプレイした盟友であるエリオット・ルービンソンが亡くなって以降、DEAN GUITARSの企業としての体制が変わってしまい、同社との関係性自体が希薄になって行った事など、決定打とまでは言わないが複数の小さな理由もあったと語っている。
- DEAN GUITARSとの関係を解消したのとほぼ同時期に、ギブソンから現行モデルの新品のフライングVが2本、マイケルの元に送られた。その2本が70年代のUFO脱退前の最後のツアー「STRANGERS IN THE NIGHT」の頃に使用していたのと同じような、黒のフライングVと白のフライングVであった事から、70年代終わりにUFOを脱退して以降、紆余曲折を経てアルバム「PHENOMENON」発売から50周年という節目を迎え、そして使用するギターもメーカーやカラーリングまで当時と同じに戻った事により、サイクルが一巡した格好となり、マイケル本人もこの意図せぬ偶然の巡りあわせに「とても不思議だよ。」と言っている。
- DEAN GUITARSとの契約を解消した後、同社と契約していた期間中に1番使用頻度が高かったメインギターはチャリティーオークションに出品、落札され、既にマイケルの手元には無い。
- マッコリー・シェンカー・グループ名義の当時、LAにて何度かPUの載せ替えを現地クラフトマンに依頼。当時、セイモア・ダンカン社製JBモデルを指定していたが、本人が70年代から使用し続けていた個体とは（マグネットの磁力の自然劣化による音の変化が理由で）「音が明らかに違う」と指摘し不満を呈した際に、同じマネージメント会社所属で交流の深かったウォーレン・デ・マルティーニ（Ratt）の紹介でPerformance Guitarを頼ることになる。Performance Guitarではアルニコマグネットの経過年数による弱まりを再現する特殊な機械を独自に所有しており、これで問題が解決されたことから絶大な信用を寄せることになりギター本体をオーダーメイドする流れになる（またそのマイケルのギターの完成度の高さに驚いたL.A.ガンズのトレイシー・ガンズも追随してストラトタイプのギターをオーダーメイド発注する連鎖が発生）。
- マイケル本人は基本的に機材に無頓着。拘っているのはVシェイプのギターと50Wのマーシャルアンプくらいで、使用するエフェクトや代名詞のワウペダル等には、特にメーカーや機種に強い拘りはなく、長年「トーンが好みで、フィーリングが合えばそれで良い」というスタンスであった。しかし近年はコンパクトエフェクターはBOSS製品の愛好家であると自負しており、ワウペダルはジムダンロップ製で落ち着いている。
- マイケル･シェンカーの代名詞といえばワウペダルが挙げられるが、シェンカーマニアの間では、彼が使用していたJEN製のクライベイビー（ワウペダル）が有名で一部では神格化されているが、実はこのワウペダルも最初は本人が特別拘って使用していた訳ではなく、UFO時代にそれまで使用していたVOX製のワウペダルが盗難に遭い、仕方なく新たに購入し、代用品として使用し始めた物。このJEN製クライベイビーを使用していた時期に、名演といわれるギタープレイの数々や名曲の数々を残したことと、マイケル自身がそのトーンを気に入り長期間使用し、予備の個体も多数所有していたこと、現在ではJENというメーカーも消滅し入手困難になっていることなどから、神格化されることとなった。
- JEN製クライベイビーは内部のギヤに改造が施され、目一杯ペダルを踏み込んだところでマイケルが一番好むトーンになるように調整されていた。マニアの間ではこの改造を真似る人も多い。
- JEN製クライベイビーは使用していた80年代当時の時点で既に生産終了しており、マイケルは大量に同機種の中古を買いあさりストックしていたという。壊れてはストックのワウに交換し、その度に上記と同じ改造を施し、時には壊れた個体を部品取りとして手元に残し、まだ使える部品を取り外して交換したりと、もう代えの中古品が見つからない、修理用の部品も手に入らなくなるまでJEN製クライベイビーを使用し続けた。
- 90年代に入り、とうとう最後のJEN製クライベイビーも内部部品の劣化と摩耗により使えなくなり、中古品も修理部品も入手困難で使用を諦めて以降、他社の現行モデルなど他のワウペダルも試し、代替機を模索した時期もあったそうだが、どうしても自分の好みのトーンを出せるワウペダルに出会えず、一時ワウペダルに対する興味が薄れ、殆ど使用していない時期（ライヴでセットすらしていない時期もあった）があったが、2005年頃からジムダンロップ製のDB-01（ダイムバッグ・ダレルシグネチュアモデル）を使用し始めた。このワウペダルは周波数レンジの切り替えや、効きの強さのピークの調整、ペダルの踏み込みに対するレンジの調整等々、昔マイケルがやっていた内部ギヤに改造を加えて調整していた事と同じ効果を、全て本体に付いているツマミとスイッチのみで簡単に調整ができる仕様で、尚且つ比較的新しいモデルのため、もし壊れても修理や代替品の確保が容易であるという事と、トーンが昔愛用していたJEN製クライベイビーに似ているという事でいたく気に入り、2025年現在でも愛用され、故障に備えて同じ機種を複数台ストックしている。尚、このワウペダルのマイケルお気に入りのセッティングは本人曰く「全て耳で音を聞きながら調整してるから、どういうセッティングになっているのかよく分からない」そう。
- 過去に何度かマイケル・シェンカーモデルのワウペダルを作らないかと、メーカー側からオファーがあったが、1度だけマネージャーを通し話し合いをし、製品開発に動いたことがあったが、途中からメーカー側と連絡が取れなくなってしまい、そのまま立ち消えとなった。それ以降、マイケル自身に機材のテクノロジー的な知識も興味も無く、市販品であっても自分の好みのトーンとフィーリングがあれば良いという、元来の機材に対する無頓着さも相まって2025年現在、1度も実現はしていない。
- 使用するケーブルに至っては、「柔らかくジャックがL型のタイプであれば別に何でも良い」という感じで、全く興味も拘りもなく、ギターテックが用意してくれた物をそのまま使用するため、どこのメーカーのどの種類のケーブルを使用しているのか本人も分かっていないことが多い。
- 98年にUFOで来日した際の中野サンプラザ公演で、白いフライングVを粉々に叩き壊しステージを降りたファンの間では悪夢とまで呼ばれている事件があったが、破壊された白いフライングVはマイケル所有のギターではなく、当時のギターテックの所有物だった。リアピックアップにギターテック自ら製作したギブソン製ダーティーフィンガーとセイモアダンカン製ディストーションを合わせた所謂ニコイチのハムバッカーを搭載し、当時マイケルが購入したアンプと相性が良かったことから、このギターを気に入り、94年頃から長期にわたり借りて使用していた。
- 近年はあまりやらなくなったが、以前はエフェクターやギターからケーブルが抜けないように、黒いガムテープでグルグル巻にすることがあった。見栄えよりギタープレイに集中する環境を重視していたことがうかがえる。
- ギター本体に付着したテープを剥がした後の汚れや、痕を綺麗にせず、極力そのままにしておくのがマイケルの拘りのようで、その理由が、それら（汚れ）の1つ1つが、そのギターと自分が共に試行錯誤しながら歩んできた歴史であるからというもの。
- 機材に無頓着ならば、その扱いも無頓着なようで、ペダルボード（エフェクターを整理して配置するための床置き式のラック）なんか必要ない！と、ステージフロアに直接ガムテープで乱雑に固定されたエフェクターを目にしたマイケルのギターテックが、見かねて大きなスポンジをくり抜いてエフェクターが動かないように固定するペダルボードをD.I.Yで作成し使用し始め、現在もスポンジは撤去されたものの通常のペダルボードを使用し続けている。
- 古い弦を好み、新品の弦の音と感触が嫌いでギターの弦は基本的に切れるまで交換しない。弦が切れても全ての弦を交換することはせず、切れた弦だけ交換し、なおかつギターテックに弾かせ、新品弦をある程度馴染ませてもらった状態でプレイする。更に、「演奏中に弦がブラブラ揺れながら照明が反射して輝くのが好き」という理由で、弦の先端をカットせずにそのままにしておくのを好む。
- 近年は弦の劣化でライヴ中に弦が切れることが頻発し、さすがに本人も辟易したようで、しばらくライヴがなく弦の劣化が酷い時はギターテックに弦交換してもらうようにしている。
- ライヴステージではマーシャルの3段積みスタックアンプを並べてアンプの壁を形成してプレイしているが、実際に音が出ているのは1台だけである。これについて「アンプが1台だけだと見た目が間抜けに見える、飾りであって必要ではないけど見栄えが良い、それにもしメインのアンプにトラブルがあった場合の予備にも使える。でも結局はあの見た目が好きでやっていること、小さなアンプを1台置いて、あとは巨大スクリーンでステージを飾るのは好みじゃない。子供の頃に影響を受けたミュージシャンは皆、巨大なアンプの壁があった、それが自分のルーツだ。」と、現代のテクノロジーを駆使したステージセットには興味がなく、昔ながらのハードロック黎明期に見られたステージを好んでいる。
- 欧米人としてはそれほど大柄な（長身ではあるが）体格ではないが、かなり手が大きく、日本人であれば通常薬指で弦を押えて弾くようなフレーズも楽々と中指で届いて弾いてしまうのと、ギターソロ等のリードプレイでは中指を多用する場面が多々見られる。本人は全くの無意識だそうで、ギター雑誌のインタビューで指摘されて初めて気付いたという。
- ライヴ本番前、ステージに出る直前にスニッカーズを食べることが多い。過去に本番直前にスニッカーズを食べていたところ、まだ口の中にスニッカーズが入っている状態でフォトセッションが始まってしまい、以後フォトセッションの有無を確認してから食べるようにしているそう。
- ライヴが終了したらなるべく早く会場を出るのを好む。
- 「ハウラー」と呼ばれる、小さな金属片を弦に擦り付け、スライドさせ効果音的な音を出す奏法を思いつき、それに使用する金属片を、ライヴで使いやすいようにギターに取り付けたところ、ギター雑誌等でコレは一体何？と質問され、ジョークで「これは宇宙のエナジーを取り込む道具、エナジーチャンネルというんだよ」と発言したところ、ジョークが通じず、真に受ける人が散見され、いつの間にか広まってしまった[注 5]。

## ディスコグラフィ

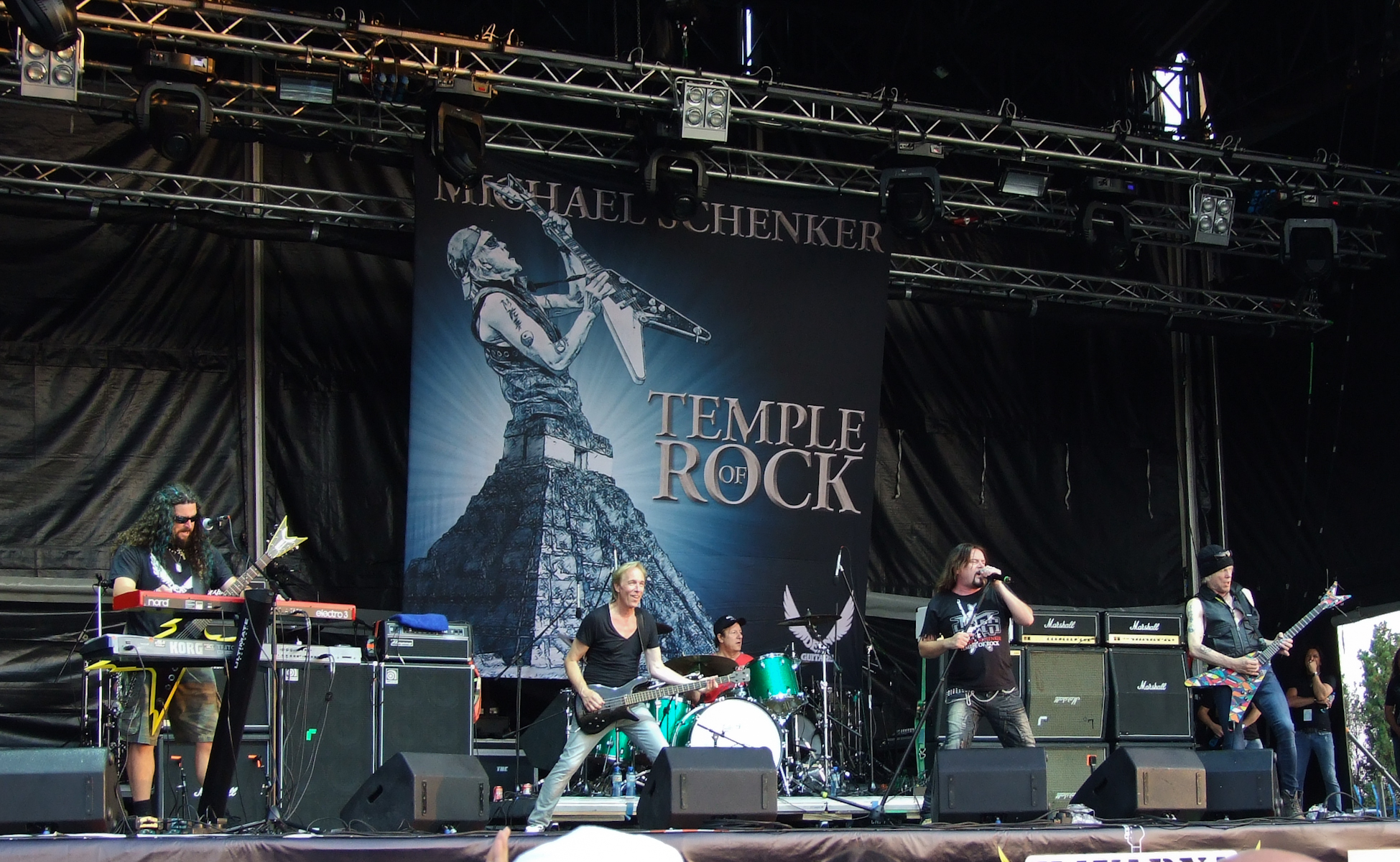
マイケル・シェンカー・グループ - ブルガリア公演（2012年）

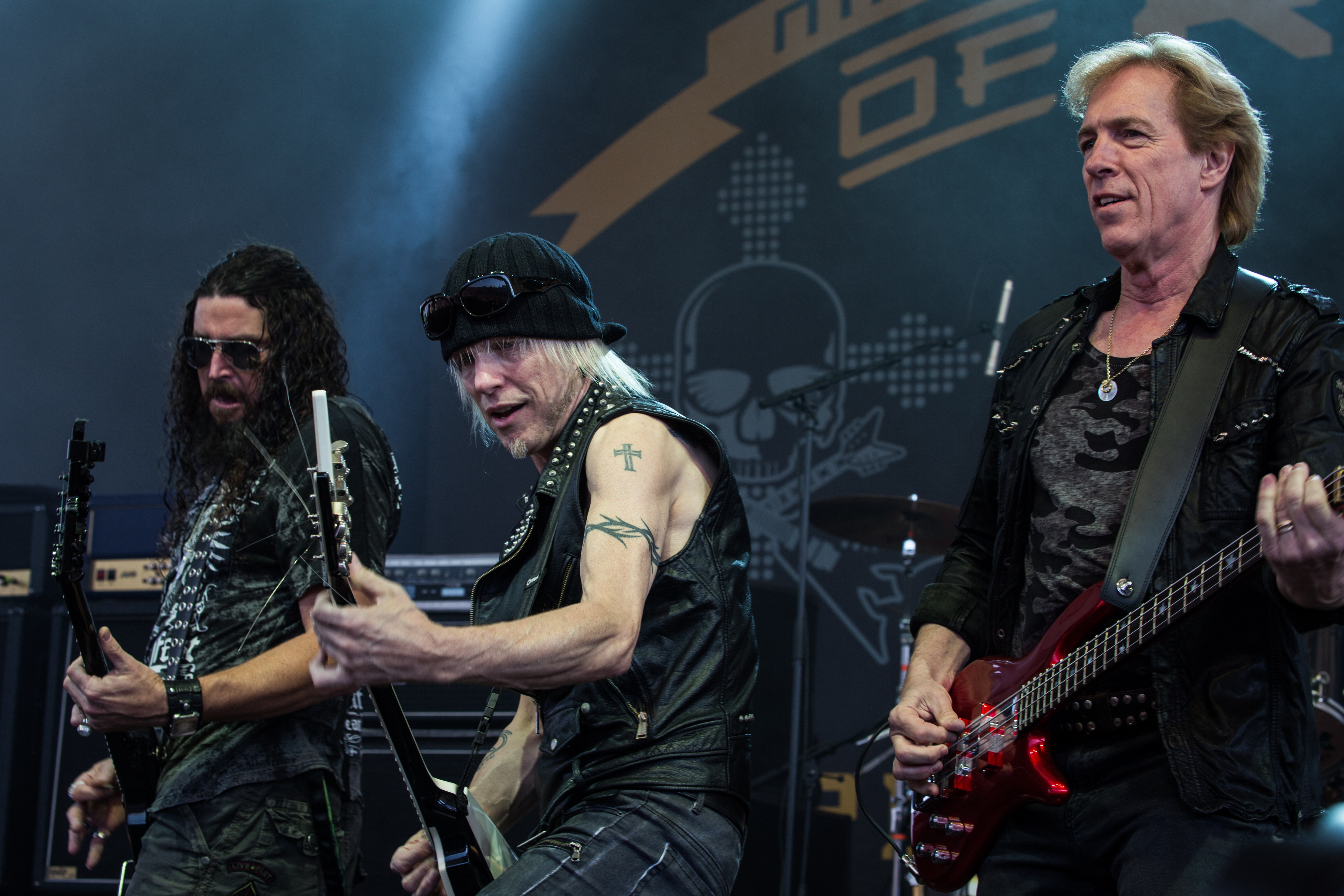
マイケル・シェンカーズ・ テンプル・オブ・ロック - ドイツ公演（2015年5月）

### ソロ・アルバム
- 『サンキュー』 - Thank You （1993年）
- 『ストーリー・オブ・マイケル・シェンカー「神」-その伝説-』 - The Story Of Michael Schenker （1994年） ※コンピレーション
- 『サンキュー2』 - Thank You 2 （1998年）
- Thank You With Orchestra （1999年）
- 『アドヴェンチャーズ・オブ・ザ・イマジネーション』 - Adventures of the Imagination （2000年）
- The Odd Trio （2000年）
- Thank You 3 （2001年）
- 『ドリームス・アンド・エクスプレションズ』 - MS 2000: Dreams And Expressions （2001年）
- Forever And More: The Best Of Michael Schenker （2003年） ※コンピレーション
- Thank You 4 （2003年）
- Doctor, Doctor: The Kulick Sessions （2008年） ※コンピレーション
- Greatest Riffs （2009年） ※コンピレーション

### スコーピオンズ
- 『恐怖の蠍団』 - Lonesome Crow （1972年）
- 『ラヴドライヴ』 - Lovedrive （1979年） ※3曲のみ参加

### UFO
- 『現象』 - Phenomenon （1974年）
- 『フォース・イット』 - Force It （1975年）
- 『ノー・ヘヴィ・ペッティング』 - No Heavy Petting （1976年）
- 『新たなる殺意』 - Lights Out （1977年）
- 『宇宙征服』 - Obsession （1978年）
- 『UFOライブ』 Strangers in the Night  （1979年） ※ライブ
- The Best Of （1992年） ※コンピレーション
- 『ウォーク・オン・ウォーター』 - Walk on Water （1995年）
- 『聖約』 - Covenant （2000年）
- 『シャークス』 - Sharks （2002年）

### マイケル・シェンカー・グループ / マッコリー・シェンカー・グループ
- 『神 (帰ってきたフライング・アロウ)』 - The Michael Schenker Group （1980年）
- 『神話』 - MSG （1981年）
- 『飛翔伝説 MSG武道館ライヴ』 - One Night at Budokan （1981年） ※ライブ
- 『黙示録』 - Assault Attack （1982年）
- 『限りなき戦い』 - Built To Destroy （1983年）
- 『ロック・ウィル・ネヴァー・ダイ』 - Rock Will Never Die （1984年） ※ライブ
- 『パーフェクト・タイミング』 - Perfect Timing （1987年） ※マッコリー・シェンカー・グループ
- 『セイヴ・ユアセルフ』 - Save Yourself （1989年） ※マッコリー・シェンカー・グループ
- 『マイケル・シェンカー・グループ』 - M.S.G. （1991年） ※マッコリー・シェンカー・グループ
- 『アコースティックM.S.G.！』 - Nightmare : The Acoustic M.S.G. （1991年） ※マッコリー・シェンカー・グループ
- The Essential Michael Schenker Group （1991年） ※コンピレーション
- 『神々の饗宴〜M.S.G.ライヴ!!〜』 - M.S.G. Unplugged  （1992年） ※マッコリー・シェンカー・グループ。ライブ
- 『リトゥン・イン・ザ・サンド』 - Written in the Sand （1996年）
- 『ストーリー・ライブ』 - The Michael Schenker Story Live （1997年） ※ライブ
- 『ジ・アンフォーギヴン』 - The Unforgiven （1999年）
- 『ライヴ〜ジ・アンフォーギヴン・ワールド・ツアー』 - The Unforgiven World Tour （2000年） ※ライブ
- 『ビー・アウェア・オブ・スコーピオンズ』 - Be Aware of Scorpions （2002年）
- 『アラクノフォビアク』 - Arachnophobiac （2003年）
- 『ヘヴィー・ヒッターズ』 - Heavy Hitters （2005年）
- 『テイルズ・オヴ・ロックンロール〜25thアニヴァーサリー・アルバム』 - Tales of Rock'n'Roll （2006年）
- 『イン・ザ・ミッドスト・オブ・ビューティー』 - In the Midst of Beauty （2008年）
- 『MSG 30周年記念コンサート - ライヴ・イン・トウキョウ』 - The 30th Anniversary Concert: Live in Tokyo （2010年） ※ライブ
- 『バイ・インヴィテーション・オンリー』 - By Invitation Only （2011年）

### マイケル・シェンカーズ・テンプル・オブ・ロック
- 『テンプル・オブ・ロック』 - Temple Of Rock （2011年）
- 『テンプル・オブ・ロック - ライヴ・イン・ヨーロッパ』 - Temple of Rock - Live in Europe （2012年）
- 『ブリッジ・ザ・ギャップ』 - Bridge The Gap （2013年）
- 『スピリット・オン・ア・ミッション』 - Spirit On A Mission （2015年）

### マイケル・シェンカー・フェスト
- 『ライヴ 2016 東京国際フォーラム・ホールA』 - Michael Schenker Fest Live: Tokyo International Forum Hall A （2017年） ※ライブ
- 『レザレクション』 - Resurrection （2018年）
- 『レヴェレイション』 - Revelation （2019年）

### その他のプロジェクト
- 『コントラバンド』 - Contraband （1991年）
- The Plot （2003年）
- 『アンダー・コンストラクション』 - Under Construction （2003年） ※シューガー/シェンカー名義
- 『ジ・エンドレス・ジャム』 - Schenker-Pattison Summit - The Endless Jam （2004年） ※シェンカー-パティソン・サミット名義
- Siggi Schwarz & The Electricguitar Legends （2004年）
- Schenker-Pattison Summit - The Endless Jam Continues （2005年） ※シェンカー-パティソン・サミット名義
- Siggi Schwarz & The Rock Legends （2005年）
- Siggi Schwarz and Michael Schenker - Live Together （2006年）
- 『ジプシー・レディー』 - Acoustic Project - Gipsy Lady （2009年） ※マイケル・シェンカー&ゲイリー・バーデン名義

## 来日公演

### 単独公演
- MSG tour〈MICHAEL SCHENKER GROUP〉（1981年）[5]
  - 8月12日 東京 日本武道館
  - 8月14日 名古屋 名古屋市公会堂
  - 8月17日 福岡 福岡サンパレス
  - 8月19日 大阪 フェスティバルホール
  - 8月20日 京都 京都会館
- Assault Attack tour〈MSG〉（1983年）[5]
  - 1月13日 福岡 福岡サンパレス
  - 1月15日 名古屋 名古屋市公会堂
  - 1月17日 京都 京都会館
  - 1月18日・19日 大阪 厚生年金会館
  - 1月20日 東京 日本武道館
- Built to Destroy tour〈MSG〉（1984年）[5]
  - 1月11日 横浜 横浜文化体育館
  - 1月12日 広島 広島郵便貯金ホール
  - 1月13日 福岡 福岡サンパレス
  - 1月15日 宮城 宮城県民会館
  - 1月17日・18日 札幌 北海道厚生年金会館
  - 1月20日 大阪 大阪城ホール
  - 1月21日 東京 渋谷公会堂
  - 1月22日・27日 名古屋 名古屋市公会堂
  - 1月23日 東京 日本武道館
  - 1月25日 静岡 静岡市民文化会館
- SUPER ROCK '84 IN JAPAN〈MSG〉（1984年）[5]
  - 8月04日 愛知 ナゴヤ球場
  - 8月06日 福岡 福岡スポーツセンター
  - 8月08日・09日 大阪 大阪南港フェリーターミナル前広場
  - 8月11日・12日 埼玉 西武球場
- Perfect Timing tour〈McAULEY SCHENKER GROUP〉（1988年）[5]
  - 2月5日 札幌 北海道厚生年金会館
  - 2月8日 大阪 フェスティバルホール
- Secret Unplugged GIG〈McSG〉（1991年）[5]
  - 12月19日 東京 東芝EMI 第3スタジオ[注 6]
- Face the Heat〈Scorpions〉（1994年）[5]
  - 1月24日 東京 日本武道館
  - 1月25日 大阪 フェスティバルホール
  - 1月26日 名古屋 愛知厚生年金会館
- THE RETURN Tour 1993-1994〈UFO〉（1994年）[5]
  - 6月12日 東京 簡易保険ホール
  - 6月14日 横浜 ランドマークホール
  - 6月15日・16日  東京 中野サンプラザ
  - 6月18日 大阪 サンケイホール
- Story Live〈MSG〉（1997年）[5]
  - 3月17日 大阪 松下IMPホール
  - 3月19日 東京 中野サンプラザ
- World Tour 1997-1998〈UFO〉（1998年）
  - 4月21日 大阪 松下IMPホール
  - 4月22日 名古屋 ダイヤモンドホール
  - 4月24日・25日・26日   東京 中野サンプラザ
    - 24日は7曲目の演奏終了後にマイケルが失踪、25日・26日は公演中止
- THE UNFORGIVEN WORLD TOUR 2000〈MSG〉（2000年）
  - 5月24日 大阪 梅田HEAT BEAT
  - 5月25日 横浜 横浜ベイホール
  - 5月27日 東京 赤坂BLITZ
- Tales of Rock 'n' Roll 25th Anniversary Tour〈MSG〉（2006年）
  - 11月13日 大阪 なんばHatch
  - 11月14日 名古屋 ダイヤモンドホール
  - 11月16日・17日 東京 中野サンプラザ
  - 11月18日 札幌 Zepp札幌
    - 17日は3曲目を演奏中断しマイケルが失踪、公演中止
- Tales of Rock 'n' Roll 25th Anniversary Tour〈MSG〉（2007年）
  - 2月25日 東京 中野サンプラザ
  - 2月26日 東京 SHIBUYA-AX
    - 2006年の振替公演
- In the Midst of Beauty Tour〈MSG〉（2008年）
  - 8月25日 大阪 なんばHatch
  - 8月27日 名古屋 ダイヤモンドホール
  - 8月28日・29日 東京 中野サンプラザ
- 30th Anniversary Tour〈MSG〉（2010年）
  - 1月12日・13日・19日 東京 中野サンプラザ
  - 1月15日 大阪 なんばHatch
  - 1月17日 東京 CCレモンホール
- Temple of Rock Tour〈MSG〉（2012年）
  - 3月27日 大阪 なんばHatch
  - 3月29日・30日 東京 中野サンプラザ
- Bridge the Gap Japan Tour 2014〈Michael Schenker's Temple Of Rock〉（2014年）
  - 3月06日 鹿児島 宝山ホール
  - 3月07日 福岡 Drum Logos
  - 3月08日 広島 クラブ・クワトロ
  - 3月10日 大阪 なんばHatch
  - 3月11日 名古屋 ボトムライン
  - 3月12日・13日 東京 中野サンプラザ
- Spirit on a Mission Tour〈Michael Schenker's Temple Of Rock〉（2015年）
  - Special Guest: Graham Bonnet Band
  - 6月14日 大阪 Zepp難波
  - 6月15日 名古屋 ダイヤモンドホール
  - 6月17日・18日・19日 東京 中野サンプラザ

### フェス
- MICHAEL SCHENKER FEST〈Michael Schenker〉（2016年）
  - 8月23日 大阪 Zepp難波
  - 8月24日 東京 東京国際フォーラム
  - 8月26日 札幌 Zepp札幌
- LOUD PARK 17〈Michael Schenker〉（2017年）
  - 10月15日 埼玉 さいたまスーパーアリーナ
- MICHAEL SCHENKER FEST〈Michael Schenker〉（2017年）
  - 10月16日 大阪 グランキューブ大阪
- MICHAEL SCHENKER FEST〈Michael Schenker〉（2018年）
  - 8月29日 大阪 Zepp難波
  - 8月30日 名古屋 Zepp名古屋
  - 8月31日 東京 豊洲PIT
  - 9月02日 札幌 Zepp札幌
  - 9月04日 仙台 仙台PIT
  - 9月05日 東京 東京国際フォーラム
- MICHAEL SCHENKER FEST  MSG 40th ANNIVERSARY SPECIAL LIVE〈Michael Schenker〉（2020年）
  - 3月10日・11日 東京 東京国際フォーラム
  - 3月12日・13日 大阪 Zepp難波
  - 新型コロナウイルス感染症流行のため公演中止[6]